# دوشان پترونیویچ
دوشان پترونیویچ (صربی: Dušan Petronijević؛ زادهٔ ۹ نوامبر ۱۹۸۳) بازیکن فوتبال اهل صربستان است.
از باشگاه‌هایی که در آن بازی کرده‌است می‌توان به باشگاه فوتبال آستانه، باشگاه فوتبال گهر دورود لرستان، و باشگاه فوتبال شاختار قراغندی اشاره کرد.
وی همچنین در تیم ملی فوتبال صربستان بازی کرده‌است.